# Armond Rizzo
Armond Rizzo (Aurora, Illinois; 19 de julio de 1990) es un actor pornográfico, gogó y modelo estadounidense, reconocido por sus escenas con hombres corpulentos, de mayor edad y en contraposición a su baja estatura, que le ha permitido explorar en la industria pornográfica como un joven y actor pornográfico extravagante en escenas.

## Biografía
Nació en Aurora, Illinois, creciendo en los suburbios, dentro de una familia muy machista. Inició en el mundo del entretenimiento para adultos en 2013, con el nombre de Joey Rodríguez, grabando escenas para Dark Alley Media y Jake Cruise.
Ha participado en videos para Men.com, Lucas Entertainment, A-AH.com, Randy Blue, Hard Friction y otros. Fue nominado para el Premio 2015 de Grabby de Artista del Año.

## Filmografía

### Como Julius Ceazher
| Año  | Título      | Estudio        |
| ---- | ----------- | -------------- |
| 2012 | Raw Players | RawStrokes.com |

### Como Joey Rodríguez
| Año  | Título                     | Estudio          |
| ---- | -------------------------- | ---------------- |
| 2014 | Raw Ordeal                 | RawStrokes.com   |
| 2014 | Desperate Householes 1 & 2 | Dark Alley Media |
| 2014 | Bareback Hustle            | RawStrokes.com   |

### Como Armond Rizzo[2]
| Año  | Título                      | Estudio                 |
| ---- | --------------------------- | ----------------------- |
| 2013 | Inner Devil                 | Dark Alley Media        |
| 2013 | Magnetism                   | Raging Stallion         |
| 2014 | Get Your Ass in Gear 1 & 2  | Hot House Entertainment |
| 2014 | Embrace                     | Buckshot Productions    |
| 2014 | Bareback Auditions          | Lucas Entertainment     |
| 2014 | Maximum Bareback            | RawStrokes.com          |
| 2014 | Forgive Me Father           | Icon Male               |
| 2014 | Extreme Fuck Club           | Falcon studios          |
| 2014 | Enlist Your Fist            | Falcon studios          |
| 2014 | Horseplay                   | Man surfer              |
| 2014 | Barebacking Fuck Buddies 13 | TLA video               |
| 2015 | Dirty Lil' Brother          | Rascal Video            |
| 2015 | Raw Latin Heat              | Lucas Entertainment     |

## Premios y nominaciones
| Año  | Premio              | Categoría                                             | Resultado | Ref.  |
| ---- | ------------------- | ----------------------------------------------------- | --------- | ----- |
| 2016 | Prowler Porn Awards | Best International Porn Star                          | Nominado  | [ 2 ] |
| 2017 | Prowler Porn Awards | Best International Porn Star                          | Nominado  | [ 2 ] |
| 2018 | Prowler Porn Awards | Best International Porn Star                          | Nominado  | [ 2 ] |
| 2019 | GAYVN               | Best Duo Sex Scene, Big Black Daddy (2018)            | Ganador   | [ 2 ] |
| 2019 | GAYVN               | Performer of the Year                                 | Nominado  | [ 2 ] |
| 2019 | Premios Grabby      | Hottest Bottom                                        | Ganador   | [ 2 ] |
| 2019 | PornHub Awards      | M4M Most Popular Gay Performer                        | Nominado  | [ 2 ] |
| 2019 | Raven's Eden Awards | Best Creampie                                         | Ganador   | [ 2 ] |
| 2020 | Cybersocket Awards  | Best Porn Star                                        | Nominado  | [ 2 ] |
| 2020 | GAYVN               | Best Fetish Scene, In Dyer Need (2019)                | Nominado  | [ 2 ] |
| 2020 | GAYVN               | Fan Award: Social Media Star                          | Ganador   | [ 2 ] |
| 2020 | Raven's Eden Awards | Best Actor (Bottom)                                   | Nominado  | [ 2 ] |
| 2020 | Raven's Eden Awards | Best Bareback Performer                               | Nominado  | [ 2 ] |
| 2020 | Raven's Eden Awards | Best Creampie                                         | Nominado  | [ 2 ] |
| 2020 | Raven's Eden Awards | Best Double Penetration                               | Nominado  | [ 2 ] |
| 2020 | Raven's Eden Awards | Performer of the Year                                 | Nominado  | [ 2 ] |
| 2020 | Raven's Eden Awards | Smooth & Sexy                                         | Nominado  | [ 2 ] |
| 2020 | XBIZ Awards         | Gay Performer of the Year                             | Nominado  | [ 2 ] |
| 2021 | GAYVN               | Best Three-Way Sex Scene, When The Wife's Away (2020) | Nominado  | [ 2 ] |
| 2021 | Raven's Eden Awards | Best Double Penetration Bottom                        | Nominado  | [ 2 ] |
| 2021 | Raven's Eden Awards | Cocksucking King                                      | Nominado  | [ 2 ] |
| 2022 | GAYVN               | Best Duo Sex Scene, Sous Le Chef (2021)               | Nominado  | [ 2 ] |